# الغوسطو (فلم)
إيل غوستو (بالإنجليزية: El Gusto)، هُو فيلم وثائقي جزائري آيرلندي فرنسي صدر سنة 2012 وأخرجه Safinez Bousbia.

## وصلات خارجية
- مقالات تستعمل روابط فنية بلا صلة مع ويكي بيانات